# Faktorbasiertes Investieren
Faktorbasiertes Investieren (englisch factor investing), auch Smart Beta Investing, bezeichnet eine Anlagestrategie, bei der quantifizierbare Unternehmensmerkmale (Faktoren) berücksichtigt werden. Damit soll eine höhere risikoadjustierte Rendite als bei einem marktbreiten Investment geliefert werden. In den letzten fünfzig Jahren hat die finanzökonomische Forschung hunderte von Faktoren identifiziert, die sich auf die erwartete Aktienrendite auswirken sollen.
Zur Existenz folgender Faktoren besteht ein breiter wissenschaftlicher Konsens: Unternehmensgröße (Size), niedrig bewertete Unternehmen (Value), Momentum und Profitabilität.
Die Strategie ist quantitativ und mechanisch und basiert auf empirischen Daten wie Aktienkursen und Finanzinformationen, nicht auf Meinungen von Analysten oder Spekulationen. Faktorbasiertes Investieren wird zumeist über börsengehandelte Indexfonds (ETFs) umgesetzt.
Das faktorbasierte Investieren steht im Zusammenhang mit der Markteffizienzhypothese.

## Grundlagen
Vor der Entdeckung von Faktor-Prämien war das gängige Modell zur Erklärung von Portfoliorenditen das in den 1960er Jahren entwickelte Capital Asset Pricing Model (CAPM). Dieses besagt, dass es nur einen Risikofaktor gibt, der Aktienrenditen systematisch erklärt, nämlich das Marktrisiko (Beta).
In den folgenden Jahrzehnten identifizierte die finanzökonomische Forschung weitere Faktoren, die sich auf Aktienrenditen auswirken. So wurde 1981 in einem Paper von Rolf Banz ein weiterer Faktor für Aktien entdeckt: der Size-Faktor. Damit ist gemeint, dass die systematische Rendite kleinerer Unternehmen diejenige größerer Unternehmen über lange Zeiträume hinweg übertrifft. Banz zeigte dies für Zeiträume von 40 Jahren.
1993 veröffentlichten Eugene Fama und Kenneth French eine einflussreiche Studie, welche zeigte, dass es neben dem Marktrisiko und dem Size-Faktor einen weiteren Faktor zur Erklärung der systematischen Rendite von Aktien gebe: den Value-Faktor. Dieser besagt, dass erwartete Renditen von niedrig bewerteten Aktien (Value) höher sind als für Wachstumsaktien (Growth). Fama und French stellten dazu eine Modifikation des CAPM vor, welches als Fama-French-Dreifaktorenmodell bezeichnet wird. Damit konnte eine wissenschaftliche Erklärung für die systematische Überrendite von Value-Investoren wie Warren Buffett geliefert werden.
Im selben Jahr zeigten Sheridan Titman und Narasimhan Jegadeesh, dass es eine systematische Überrendite für Aktien mit einem hohen Momentum gibt: der Momentum-Faktor.
Über die Existenz folgender Faktoren besteht ebenfalls ein wissenschaftlicher Konsens: Profitabilität und Investitionsverhalten (investment patterns).
Seitdem wurden hunderte weitere Faktoren entdeckt. Von diesen sind allerdings sehr viele umstritten.

## Erklärung
In der wissenschaftlichen Debatte gibt es 2 Erklärungsansätze für die Existenz von Faktoren:
1. Risiko: Faktoren sind vom Marktrisiko unabhängige systematische Risiken, für die es daher eine zu erwartende Rendite geben muss.
2. Verhalten: Faktoren sind auf irrationales Verhalten von Investoren zurückzuführen.

Der risikobasierte Ansatz wird vor allem von Anhängern der Markteffizienzhypothese wie Eugene Fama oder Kenneth French propagiert, während der verhaltensbasierte Erklärungsansatz von Vertretern der Verhaltensökonomik wie Richard Thaler oder Meir Statman befürwortet wird.
Eine Erklärung von Faktorprämien über irrationales Verhalten von Investoren würde Gelegenheit für Arbitrage bieten. Daher wäre zu erwarten, dass Faktoren nach ihrer Publikation verschwinden oder zumindest abnehmen. Bei dem risikobasierten Erklärungsansatz kann nicht von einer Veränderung der Faktorrenditen ausgegangen werden, da es sich um systematisches zusätzliches Risiko handelt, welches nicht arbitriert werden kann.
Die Entwicklung von Faktorrenditen nach ihrer Publikation oder jenseits der ursprünglichen statistischen Stichprobe ist Gegenstand aktueller finanzökonomischer Forschung. Jegadeesh und Titman zeigten, dass der Momentum-Faktor nach seiner Publikation zunahm. 2018 untersuchte Clifford Asness den Size-Faktor in 24 internationalen Aktienmärkten. Die Studie zeigte, dass der Size-Faktor auch nach seiner Publikation weiterbesteht und sich von Investoren relevant ausbeuten lässt.

### Value-Faktor
Besonders das Weiterbestehen und die Höhe des Value-Faktors nach seiner Publikation ist umstritten. In der internationalen Finanzpresse wird vielfach von einem Ende des Value-Faktors berichtet.
2017 zeigten Fama und French in einer Studie über internationale Aktienmärkte, dass der Value-Faktor außerhalb der USA weiterhin Bestand hat und sich seit seiner Publikation statistisch signifikant feststellen lässt. 2020 publizierten sie eine Studie über den US-Aktienmarkt. Dort argumentierten sie, dass es gegenwärtig statistisch nicht möglich sei, sicher zu entscheiden, ob es den Value-Faktor weiterhin gäbe oder nicht. Der US-Markt sei aufgrund seiner Volatilität anders als die 2017 untersuchten Märkte. Daher sei die Zeitspanne zu kurz, um statistisch signifikante Aussagen zu treffen.

## Formen
Das faktorbasierte Investieren wird in der Regel mittels börsengehandelter Indexfonds (ETFs) realisiert. Dabei werden zwei grundsätzliche Formen unterschieden.

### Einfaches Faktorinvesting
Das einfache Faktorinvesting besteht darin, einem bereits marktbreit diversifizierten Portfolio spezielle Faktor-ETFs beizumischen. MSCI bietet derzeit (2021) folgende Strategien auf Basis des MSCI World an:
- Low volatility: Aktien mit geringen Kursschwankungen
- Yield: Unternehmen mit langfristig stabilen Erträgen und Dividenden
- Momentum: Aktien mit überdurchschnittlicher Kursentwicklung in der jüngeren Vergangenheit
- Quality: Substanzwerte mit geringer Verschuldung, stabilen Erträgen "und anderen Qualitätsmerkmalen" (O-Ton)
- Equal size: alle Aktien gleichgewichtet (d. h. nicht nach Marktkapitalisierung)
- Growth: stark wachsende Unternehmen mit guten Zukunftsperspektiven (auf Basis der in den Geschäftsberichten kommunizierten Gewinnerwartungen und Analystenschätzungen)
- Value: unterbewertete Aktien (auf Basis der Fundamentaldaten im Vergleich zu den Mitbewerbern)

Die FTSE Group bietet ähnliche Faktoren (außer Growth) auf ihre Indizes an. Nicht auf alle Faktor-Indizes gibt es in Deutschland zugelassene ETF.
Werden mehrere Faktoren zu einem Portfolio hinzugefügt, spricht man von so genanntem Multifaktorinvesting. Zum Beispiel können zu einem global diversifizierten Portfolio zusätzlich noch ein Value-ETF, ein Small-Cap-ETF und ein Momentum-ETF beimischt werden. Allerdings führt diese Strategie zu ungewollten Korrelationen zwischen den Faktoren, da der Small-Cap-ETF etwa auch Growth-Aktien und der Value-ETF Large-Cap-Aktien enthält.

### Integriertes Multifaktorinvesting
Beim integrierten Multifaktorinvesting findet die Selektion gemäß der Faktoren auf Aktienebene und nicht auf Fondsebene statt. Der Multifaktor-ETF ist so konstruiert, dass nur Aktien aufgenommen werden, die von vornherein mehrere Faktorkriterien erfüllen. So werden z. B. nur Small-Cap-Aktien ausgewählt, die gleichzeitig das Value-Kriterium erfüllen und ein hohes Momentum aufweisen. Dadurch werden ungewollte Korrelationen oder negative Prämien wie beim einfachen Faktorinvesting ausgeschlossen. Allerdings führt eine zu strenge Selektion der Aktien zu verminderter Diversifikation, weshalb Fondsanbieter und Indexentwickler Faktordefinitionen aufstellen, die einen Kompromiss zwischen Diversifikation und Renditemaximierung durch Faktoren liefern sollen.